# Século Sinistro
Século Sinistro é um álbum da banda brasileira de crossover thrash Ratos de Porão, lançado em 2 de setembro de 2014.
Foi eleito o sétimo melhor disco nacional de 2014 pela Rolling Stone Brasil.

## Faixas
Todas as músicas foram compostas por Ratos de Porão, exceto a faixa cover "Progeria of Power" por Anti Cimex. 
| N.º            | Título                     | Duração |  |
| 1.             | "Conflito Violento"        | 3:20    |  |
| 2.             | "Neocanibalismo"           | 2:42    |  |
| 3.             | "Grande Bosta"             | 3:15    |  |
| 4.             | "Sangue & Bunda"           | 2:13    |  |
| 5.             | "Século Sinistro"          | 1:47    |  |
| 6.             | "Jornada Para o Inferno"   | 3:20    |  |
| 7.             | "Prenúncio de Treta"       | 2:46    |  |
| 8.             | "Stress Pós-Traumático"    | 3:01    |  |
| 9.             | "Viciado Digital"          | 2:15    |  |
| 10.            | "Boiada Pra Bandido"       | 3:24    |  |
| 11.            | "Progeria of Power"        | 1:10    |  |
| 12.            | "Puta, Viagra e Corrupção" | 2:20    |  |
| 13.            | "Pra Fazer Pobre Chorar"   | 2:26    |  |
| Duração total: | Duração total:             | 34:05   |  |

## Créditos

### Ratos de Porão
- João Gordo - vocal, vocais de apoio
- Jão - guitarra, vocais de apoio
- Juninho - baixo, vocais de apoio
- Boka - bateria

### Membro de apoio
- Moyses Kolesne - guitarra em "Neocanibalismo" e "Progeria Power"
- Atum -  vocais de apoio em "Sangue & Bunda"
- Estevam Romera - vocais de apoio

### Pessoal técnico
- João Gordo e Ratos do Porão - produção
- Jean Dolabella - pré-produção
- André “Kbelo” Sangiacomo  - Gravação, Mixagem e Produção Musical
- João Gordo - produção executiva
- Ricardo Tatoo - arte da capa
- João Gordo - concepção da arte